# Bakpinka
El bakpinka és una llengua en perill d'extinció que es parla al sud-est de Nigèria, a l'estat de Cross River. Concretament es parla a la LGA d'Akampka.
El bakpinka és una llengua que pertany a la sub-família de les llengües agoi-doko-iyoniyong, que formen part de les llengües de l'alt Cross que al seu torn formen part de la gran família de les llengües del riu Cross. Les altres llengües del seu sub-grup lingüístic són l'agoi i el koko-uyanga.

## Ús
L'estatus del bakpinka és el d'una llengua que està en perill d'extinció (8b) i el seu ús està disminuint. Només té parlants fluents d'edat avançada i no hi ha una transmissió intergeneracional assegurada.

## Religió
El 65% dels parlants de bakpinka són cristians. D'aquests, el 55% pertanyen a esglésies protestants i el 45% pertanyen a esglésies independents. El 35% dels bakpinka-parlants restants professen religions tradicionals africanes.